# Maria Santissima Raccomandata

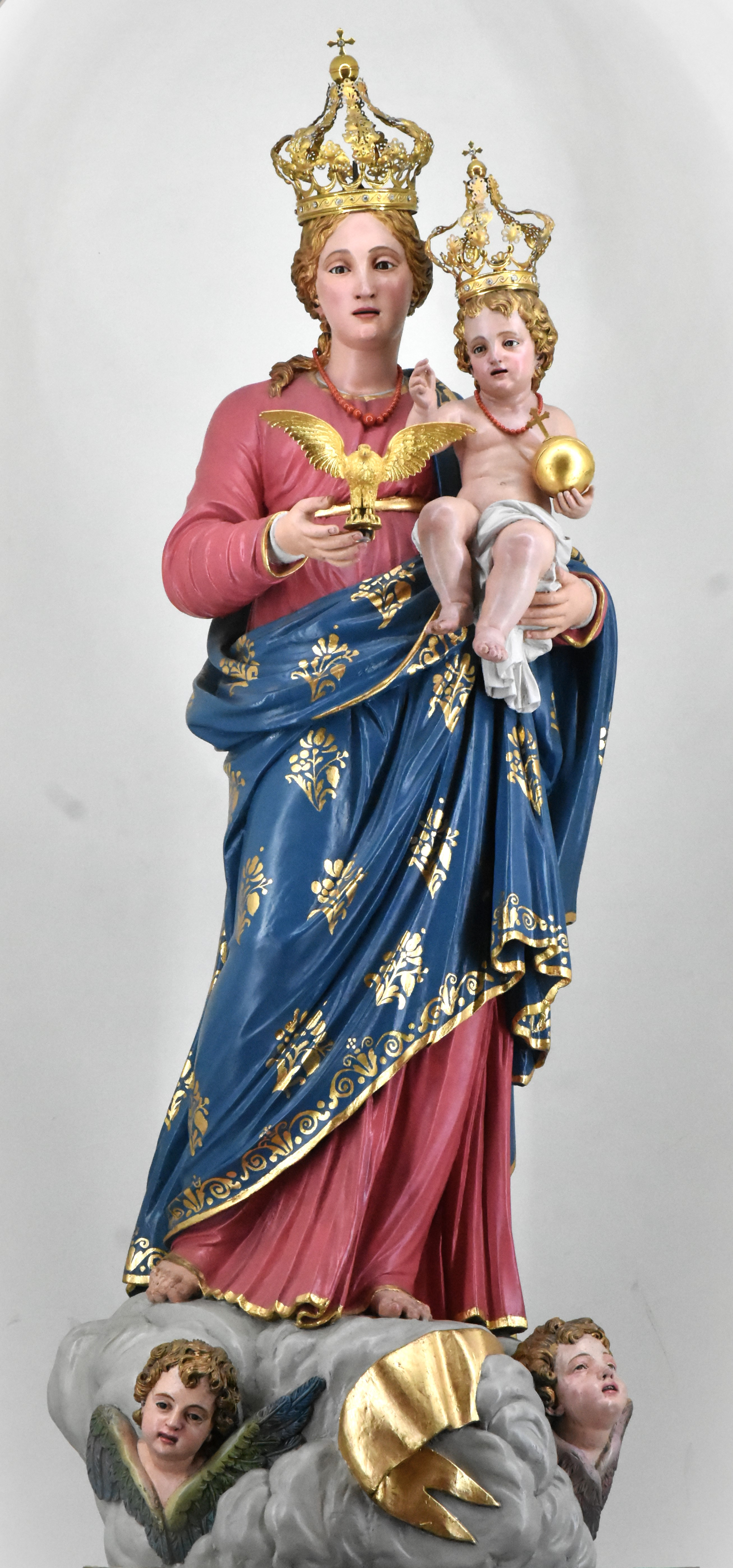
Statua in legno policromo di Santa Maria Raccomandata, Patrona di Giardini Naxos (ME), XVIII- XIX secolo. Chiesa omonima di Giardini Naxos (ME)

Santa Maria Raccomandata è uno degli appellativi utilizzati dalla Chiesa cattolica nella venerazione della Beata vergine Maria e si riferisce in particolare all'antica statua lignea della Beata Vergine Maria conservata all'interno della chiesa omonima in Giardini Naxos dell'Archidiocesi di Messina Lipari Santa lucia del Mela nella Città Metropolitana di Messina. 
Il culto alla Vergine Raccomandata è antichissimo, già in epoca Normanna venne utilizzato per la prima volta per indicare la speciale protezione della Vergine ai fedeli devoti. Infatti questo culto era presente non solo a Sciacca ed in diverse parti della Sicilia, ma anche a Castel di Lucio dove era venerata presso la chiesa eponima del XVI sec. 

## Il titolo
Il titolo originario, che compare all'interno dei frontespizi dei registri parrocchiali istituiti nel 1719 - su ordine dell'arciprete di Taormina, don Giuseppe Gullo, per annotare battesimi, matrimoni e morti della parrocchia - è quello di "Sanctae Mariae Commendationis Animae" (dal latino: Santa Maria della raccomandazione delle anime) in "Suburbii Viridariorum" (dal latino: nella periferia di Giardini). 
La tradizione lo lega al fatto che la gente di mare tra cui marinai e pescatori erano soliti affidare le proprie anime alla Vergine Maria prima di intraprendere un viaggio per mare, perché li proteggesse.

## La statua della Raccomandata
Padre Agostino Lo Cascio di Giardini, nel suo libro "L’Abate Salvatore Cacciola. Sua attività religiosa e politica nel periodo risorgimentale (1811-1967)" del 1975, racconta come la primitiva statua (di cartapesta romana) subì notevoli danni durante l'incendio divampato all'interno della piccola chiesa patronale di San Nicolò nel 1851 o 1852, luogo in cui la statua era stata conservata per via dei lavori di ampliamento del Duomo di Giardini. A seguito di questo triste evento, i giardinesi, vollero acquistarne una nuova più bella e solida in sostituzione. Anche qui la tradizione tramanda che sia giunta via mare secondo la tradizione orale il 25 marzo 1853, martedì dopo Pasqua, trasportata dal veliero dei fratelli Giuseppe e Giovanni Cacopardo di Taormina. 
Relativamente alla diatriba storica sulla data di arrivo del simulacro, attuali studi hanno confermato come la data del 25 marzo del 1853 non possa essere accettata in quanto la Domenica di Pasqua fu giorno 27, e di conseguenza il relativo martedì di Pasqua doveva essere il 29 marzo. La data più vicina al 1853 che confermerebbe tale ipotesi del "martedì di Pasqua" sarebbe quella del 1847-48 in quanto Pasqua cadde di Domenica 23 marzo e a sua volta il martedì di 25 marzo come, invece, affermato dal Salimbene-Vinciguerra-Talio nel loro libro "Naxos e Giardini nei secoli" del 1973. 
La data del 1853, è da attribuire alla costruzione del carrello sul quale attraverso un traino a trazione manuale viene traslato il simulacro dalla nicchia posta sull'altare maggiore fino alla Vara in legno e ottone per i giorni della festa patronale. 

## Il culto della Raccomandata
Il meraviglioso rapporto tra i fedeli cattolici giardinesi e la Vergine Maria, venerata sotto questo titolo significativo, ha dunque, origini lontane, pregne della fede semplice della gente contadina e di mare. 
Diverse sono le preghiere, le poesie che nel tempo a Lei sono state dedicate. In particolare il Giornalista e devoto Pippo Di Bernardo ha composto un piccolo brano dal titolo "Quel sorriso che ritorna" che dice:
«Sarà come ogni anno un giorno atteso. Giungerà come sempre con malinconia sottile, con la dolce e pungente voglia di pianto, col desiderio di aprire la nostra anima per depositare un fardello di pene, di drammi piccoli e grandi, di problemi e di tristezze. Un bagaglio che ci portiamo dietro per un anno intero e che è destinato, quale offerta all’altare di Lei. Sarà come ogni anno! Quella Statua di squisita fattura mostrerà i suoi occhi incredibilmente umidi di pianto. Noi parleremo con Lei e Lei con noi. Non è mai accaduto che questo dialogo tra la Madre e i figli sia venuto meno . L’otto settembre ripeteremo la nostra storia di cadute e di ascese , di paurosi abbandono e momenti illuminanti, raccontandola  a Lei, con le stesse parole di sempre, uguali , fors’anche monotone, ma in ogni caso sofferte e sincere. Nei muti colloqui d’ogni generazione nessuno  Le ha mai mentito. La nostra personale “ verità” salirà muta dalle nostre viscere e la più nera delle solitudini ti colorerà di speranza. Quel sorriso sarà , per tutti e per ciascuno , mesto , bellissimo , soave. L’otto settembre è  e rimane una festa intima, familiare, di colloquio spirituale fra la Vergine Raccomandata e i suoi figli, quelli presenti e quelli lontani , quelli che ci sono e quelli che non ci sono più. Il folklore e le parate di festa possono esserci e possono anche non esserci . Sappiamo tutti che per questa ricorrenza non sono mai stati indispensabili. La folla dei giardinesi accorrerà ai Suoi piedi e, come ogni anno, la nostra Chiesa diventerà all’improvviso piccola e angusta, incapace di ospitare l’amore di Giardini verso la Raccomandata, insufficiente a contenere il gran pianto della gente che soffre, l’amarezza degli abbandonati, la disperata speranza dei poveri e degli ammalati la lacrimante gioia di chi viene per dire grazie per un qualche tangibile segno della Sua materna protezione. Il Suo cuore grande raccoglierà tutto e quel sorriso ci renderà paghi.»
Anche il Canonico Sant'Annibale Maria Di Francia, amico e confratello del Sacerdote e Professore Don Mariano Vecchio, ebbe modo di frequentare il Duomo di Giardini ed apprezzare il bellissimo simulacro della Vergine Raccomandata oltre che apprezzare ed esaltare la grande fede e devozione mariana delle confraternite e dei fedeli. Sant'Annibale, infatti, dopo aver inaugurato la terza casa delle Suore Figlie del Divino Zelo nel 1903, dedicò alla Vergine Raccomandata un asilo per le orfanelle di Giardini dandogli come titolo "Asilo Santa Maria Raccomandata". Per loro compose un testo innico da cantarsi durante la novena della Raccomandata nella casa di Giardini. Oltre al canto delle orfanelle scrisse due testi alla Vergine Raccomandata di cui uno intitolato "Inno a Santa Maria Raccomandata" e l'altro "Strofette a Santa Maria Raccomandata". Questi testi riscoperti tra gli scritti ufficiali della canonizzazione del santo messinese padre della preghiera per le vocazioni, sono stati musicati secondo uno stile classico-barocco dal giardinese A. Gialloreto. Nel 1906 Sant'Annibale Maria di Francia celebrò la Messa Solenne di giorno 8 settembre (Solennità di Santa Maria Raccomandata per la comunità giardinese) lasciando un bellissimo panegirico in cui esalta non solo le peculiarità del luogo quale prima colonia greca di Sicilia, ma anche l'intenzione di ri-leggere in chiave biblico-teologico-devozionale l'antico appellativo di "Raccomandata" alla luce del Vangelo di Giovanni (Gv 19, 25-27), quando Cristo sulla Croce affida Maria al discepolo che egli amava: "Stavano presso la croce di Gesù sua madre, la sorella di sua madre, Maria di Clèofa e Maria di Màgdala. Gesù allora, vedendo la madre e lì accanto a lei il discepolo che egli amava, disse alla madre: «Donna, ecco il tuo figlio!». Poi disse al discepolo: «Ecco la tua madre!». E da quel momento il discepolo la prese nella sua casa.". A Maria infatti Dio raccomanda l'umanità intera, ben espressa dalle culture, dai popoli che nella Naxos antica prima e nella Giardini dopo, si sono susseguite lasciando un immenso patrimonio culturale e identitario di fede e sapienza.

### La Raccomandata patrona di Giardini
la festa patronale viene celebrata solennemente ogni anno giorno 8 settembre, nella quale liturgicamente la Chiesa Cattolica celebra la solennità della Natività della Beata vergine Maria. È tradizione che la celebrata non venga spostata di data. 
Essa, da diversi anni ormai, si articola secondo un calendario che ha inizio con il Solenne Annuncio della Festa proclamato nella Piazza Abate Cacciola all'alba del 25 agosto (il 25 di ogni mese si celebra in parrocchia la giornata mariana) durante una liturgia di inni e canti. Questo evento chiude la Peregrinatio Mariae nei quartieri di Giardini Naxos durante il quale la riproduzione artistica della statua di S. Maria Raccomandata opera del M° Turi Azzolina, di proprietà dell'Associazione Centro Storico, che tutto l'anno si conserva nella edicola votiva appositamente scolpita nel molo del Porticciolo Saja dal maestro muratore giardinese Luigi D'Amico, viene portata in diversi quartieri di Giardini quale segno di comunione e di prossimità della Parrocchia nel contesto cittadino, affinché la devozione mariana e il legame alla Vergine Raccomandata si rafforzi diventando un presidio di identità culturale e religiosa per le nuove generazioni.
Dal 30 agosto al 7 settembre, nella Chiesa parrocchiale prende vita la Novena di preparazione alla festa, caratterizzato da una tematica di natura teologico-mariana, i fedeli sono chiamati a riflettere e a contestualizzare nel tempo presente la loro devozione mariana e fede cattolica e cristiana. negli ultimi anni particolare attenzione è stata data ai gesti di carità, alla prevenzione e alla cura della salute umana, ai temi del dono e del volontariato. Il rosario, la coroncina, e la messa con la predica del sacerdote che annualmente è invitato a trattare temi mariologici nell'arco dei nove giorni preparano i fedeli ai tre giorni conclusivi dei festeggiamenti.
Un particolare evento è quello della Messa al Porticciolo Saja che si tiene (di norma) ogni prima domenica di Settembre oppure ultima domenica di agosto quando da calendario essa ricade nei giorni del triduo festivo. In quel contesto viene rievocato il momento nel quale l'antica statua giunta dal mare, venne sbarcata dai marinai e dagli abitanti del luogo sulle sponde del borgo. Viene a tal proposito proclamato un testo rievocativo e cantato l'Inno Patronale dalla seconda strofa "Quando il mare si muta in tempesta, ...". Grande fede ed emozione accompagnano i fedeli che ogni anno accorrono e che attendono i giorni del triduo festivo.

### Il triduo festivo
Il 7 settembre è il giorno dedicato alla discesa del simulacro sui binari (un tempo di legno, oggi di ferro), per essere intronizzata dopo l'accoglienza simbolica del parroco. L'offerta dei fiori e il bacio alla statua completano la cerimonia seguita da un numero stragrande di Giardinesi che affollano la piazzetta antistante la chiesa.
L'8 settembre trascorre nelle celebrazioni delle messe e nella solenne concelebrazione eucaristica o Pontificale alla presenza di un Vescovo delle ore 10,30 alla presenza delle autorità civili-militari-religiose del paese, con l'offerta del cero da parte del sindaco a nome della città e l'offerta dei doni dei pescatori (pescato del giorno, limoni, e arance, simboli peculiari dell'antico "Borgo delli Giardini"). Dopo la messa serale delle 18.00 segue l'uscita della vara (che mette a dura prova il nutrito gruppo di devoti incaricato del trasporto e la cui perizia, superata la porta della chiesa, suscita l'applauso generale) inizia l'imponente processione per le vie del paese dal rione Saja a Schisó. Il saluto e la benedizione con la reliquia concludono la processione della durata di circa due ore e mezza.
Il 9 settembre la salita del simulacro all'altare maggiore, sede abituale della statua della Raccomandata, conclude i giorni di grande festa in cui si condensano fede, identità e folklore.